# Poggio Civitate

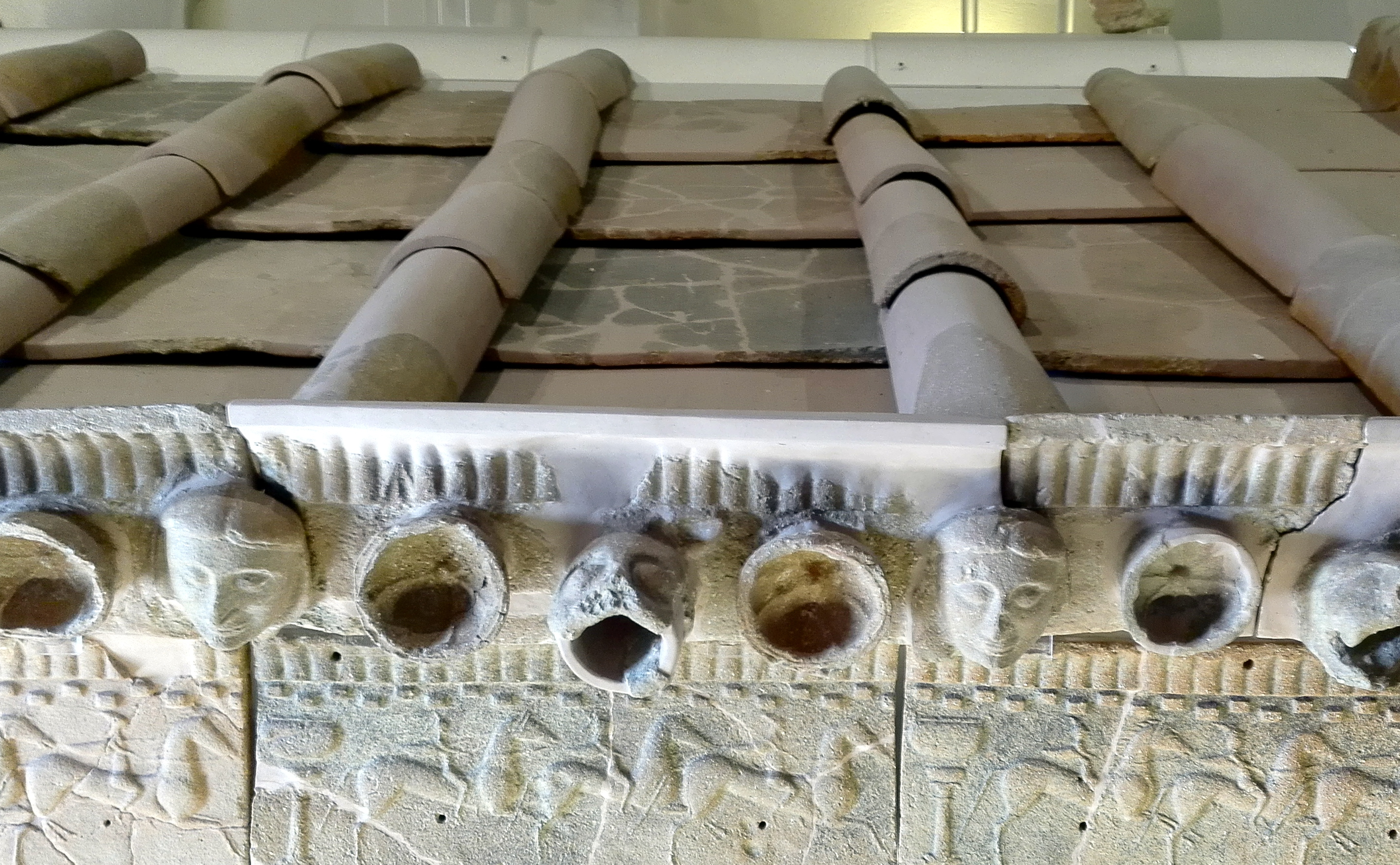
Dak met waterspuwers en, daaronder, bas-reliëf met ruiters

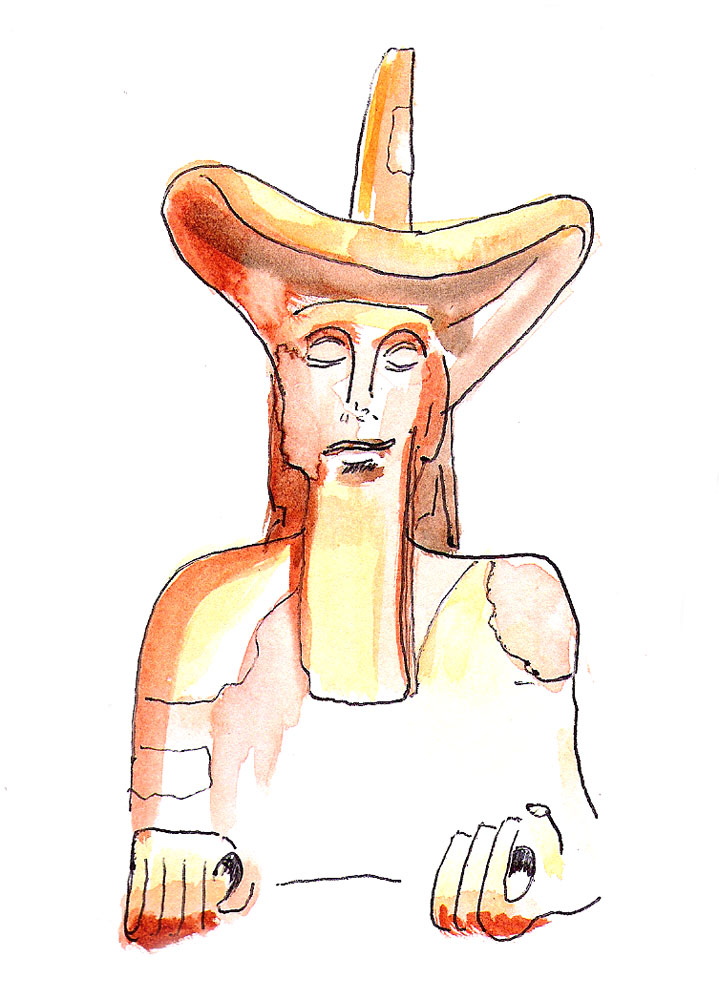
Terracottabeeld, zogenaamde Cowboy van Murlo

Poggio Civitate is een archeologische site in het dorp Murlo. Murlo ligt in de Italiaanse regio Toscane, nabij de stad Siena. De site beslaat twee Etruskische gebouwencomplexen, het eerste  van de 7e eeuw v.Chr. en het tweede van de 6e eeuw v.Chr. Niettemin werden er resten gevonden van nog oudere nederzettingen die teruggaan tot de IJzertijd, in de 10e eeuw v.Chr. De eerste opgraving in Poggio Civitate dateert van 1966.

## Gebouwen 7e eeuw v.Chr.
Traditioneel worden Etruskische gebouwen van de 7e eeuw v.Chr. omschreven als van een oriëntaliserende stijl. Het had te maken met de aansluiting van het Etruskische rijk met handelsroutes met Magna Graecia en met Klein-Azië. Talrijke Griekse vazen die in Poggio Civitate gevonden werden, wijzen op deze handelscontacten. In deze periode werden drie gebouwen neergezet in Poggio Civitate: 1° een landhuis met een grote keuken en een banketzaal, 2° een werkplaats voor ambachtslui, dat groter was dan het landhuis, 3° een zuilengalerij. Een toevallig ontstane brand legde de drie gebouwen in de as gelegd; er was geen sprake van oorlogsvoering. Doordat er paniek uitbrak in de werkplaats, liepen de arbeiders over de zachte klei die diende om dakpannen te maken. Hun voetafdrukken zijn bewaard tot vandaag.

## Gebouwen 6e eeuw v.Chr.
De Etruskische bewoners hoogden het terrein met de uitgebrande ruïnes op tot een gelijk niveau. Een reusachtig vierkanten gebouw verrees bovenop. Deze Etruskische stijl wordt Archaïsch genoemd. Elke zijde van de vleugel was 60 m lang. Er was een grote binnenplaats met een gebouwtje dat geleek op een tempeltje. Naast het complex stonden twee verdedigingstorens en een verdedigingsmuur. Het gebouw was rijkelijk versierd met sfinxen, ruiterbeelden en andere terracotta beelden. Eén van deze beelden kreeg de bijnaam de Cowboy van Murlo. Talrijke bas-relïefs stonden langs de binnenplaats opgesteld. Ze stelden rijkelui aan de feestdis voor, alsook jachtpartijen en wagenrennen. Volgens sommigen was Poggio Civitate een politiek centrum voor vergaderingen van patriciërs.
In Poggio Civitate werden ook versierde voorwerpen gevonden: sierspelden, juwelenkistjes en drinkbekers. 
Het is onbekend hoe dit gebouwencomplex ten onder ging in de 2e helft van de 6e eeuw, en door wie. Wel is bekend dat terracotta beelden van het dak werden gesmeten. De scherven werden in de buurt in de grond gestoken. De muren werden zwaar beschadigd in dezelfde periode. 

## Museum
In het voormalig bisschoppelijk paleis van Murlo is een Etruskisch museum ondergebracht dat de opgravingen van het complex van Poggio Civitate ten toon stelt.